# Плятер, Адам Степанович
Граф Адам Степанович Платер (1790—1862) — белорусско-польско-литовский археолог и натуралист.

## Биография
Сын графа Августа Иеронима Гиацинт Плятера (1750—1803) и Анны Станиславовны, урожденной Ржевуской (1761—1800).
Был предводителем дворянства Динабургского уезда и членом Императорского археологического общества, куда пожертвовал результаты своих раскопок.
В 1859 году - Коллежский Регистратор, почетный смотритель Свенцянского уездного дворянского училища. 